# Neurochemie
Die Neurochemie ist eine Forschungsdisziplin der Neurowissenschaften, die sich mit der Erforschung chemischer Vorgänge im Nervengewebe befasst. Als Begründer der Neurochemie (damals noch als „Gehirnchemie“ bezeichnet) gilt Johann Ludwig Wilhelm Thudichum (1829–1901).
Sie untersucht mit chemischen, molekularbiologischen, biochemischen, elektrophysiologischen und mikroskopischen Methoden die Aktivität der beteiligten Moleküle bei der neuronalen Tätigkeit. Hierzu gehören sowohl die molekularen Mechanismen, die zur Freisetzung der Botenstoffe in den synaptischen Spalt führen, als auch die Interaktion der Botenstoffe mit den Rezeptoren der Zielnervenzelle, an die sie gekoppelt werden, um Kanäle zu öffnen, durch die Ionen ein- bzw. ausströmen, was zu einer Änderung des Aktionspotentials der Zelle führt. Auch die Untersuchung von Neurohormonen im Zentralnervensystem gehört zu den Aufgaben der Neurochemie.
Die Diagnostische Neurochemie spielt zudem eine wichtige Rolle im Erkennen von Krankheiten. Eine zentrale Methode hierbei ist die Untersuchung des Liquor cerebrospinalis.